# ميرات
ميرات قرية تقع شرق مدينة مستغانم تبعد بضع كيلومترات عن بلدية عشعاشة، منطقة ريفية تتميز بجغرافيتها الجبلية ووجود سد كراميس بهذه المنطقة، تتكون هذه القرية من عدة دواوير ابرزها دوار الزوى كما يوجد كذلك دوار الكحايلية ودوار ميمان والقواشيش ودوار الحراكيت تعرف هذه المنطقة نوع من الخصوصية بسبب مكانها المنعزل كما تعاني من بعض المشاكل ابرزها مشكل المياه على الرغم من وجود سد كبير في هذه المنطقة انجز منذ العام 2004 وهو سد كراميس، كما تعاني من مشكلة النقل بالإضافة إلى بعض المشاكل الأخرى التي تؤرق اهالي المنطقة المنطقة يوجد بها ضريح ولي صالح هو: بابا حمو الذي نشات عنه حكايات أسطورية من طرف اهالي المنطقة وهذا الضريح يوجد في اعالي ميرات يطل من الجهة الغربية على القرية ومن الجهة الشرقية على سد كراميس  كما يوجد بها ولي صالح آخر هو سيدي عثمان وبه عدة رفاة الشهداء  كما به قبر الشيخ سي عمار بوقلال أحد رفاق الشيخ سي محمد بلقرد. تتعدد الالقاب في هذه المنطقة أبرز لقب هو لقب زاوي وهو عرش لعائلة كبيرة امتدت على مر العصور وقد امجبت الكثير من الرجال الاتقياء ورجال الدين وشاركت بأبناءها في نصرة الثورة التحريرية الكبرى كما تزجد القاب أخرى منها: بشير باي، مشيد، هلال، بلحوسين، بوقلال بلخروبي وحقيقي فلاحي   تعتبر ميرات رمز ثوري لكنها لم تنال حقها من الاستقلال كاملا مازالت ضروف العيش بها صعبة . عرفت القرية نزوحا كبيرا من ابنائها خلال العشرية السوداء إلى المدن، والعض الآخر لوحق من طرف السلطة بدعم الإرهاب فقد تعرضت هذه المنطقة لجبروت السلطة الجزائرية اقتيد الكثير من ابنائها إلى السجون والبعض الآخر اضطرته إلى الرحيل.

## مقالات ذات صلة
- ونوغة.